# Guttapercha

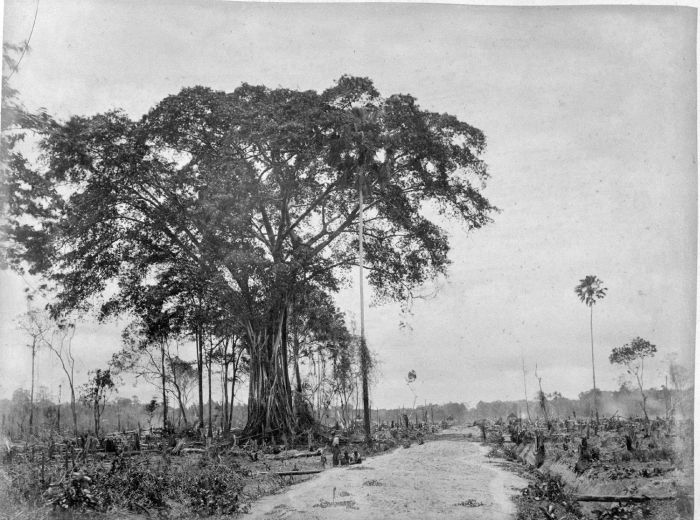
Guttapercha boom, bij een ontginning in Langkat
(1885-1895), Wereldmuseum

Guttapercha (ook: getah-pertja) is een product dat wordt verkregen uit het melksap van guttaperchabomen (geslacht Palaquium, familie Sapotaceae) uit Indonesië, bestaande uit poly-trans-isopreen. Het lijkt enigszins op rubber, maar is harder.
Het wordt onder meer toegepast voor elektrische isolatie, in de tandheelkunde (als zenuwkanaalvulling) en in golfballen.
De naam is afgeleid van het Maleise getah (= rubber) en perca (= boom). De correcte uitspraak is dan ook guttápertjá, maar meestal zegt men guttapértja.

Chemische structuur

## Galerij

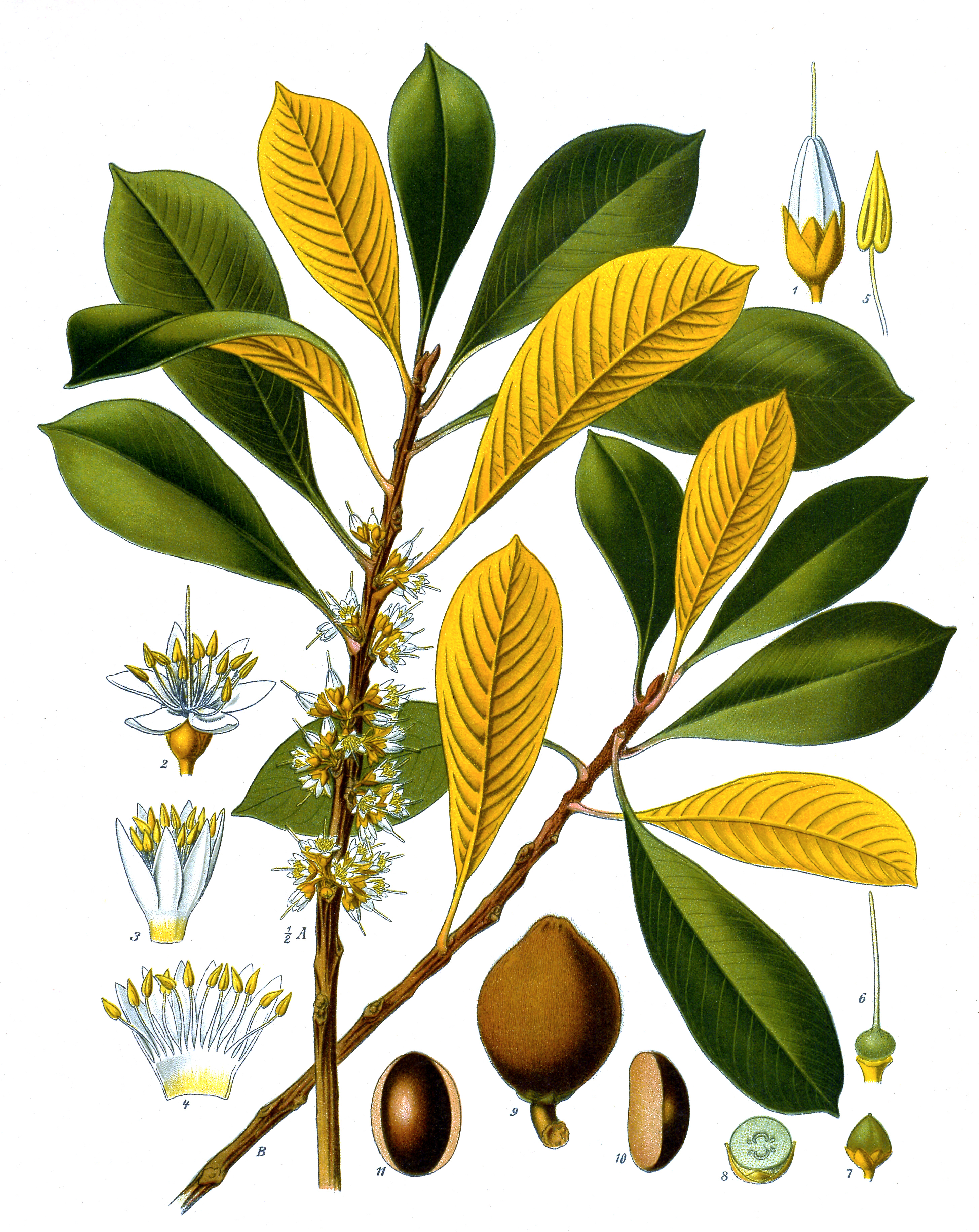
Palaquium gutta (1897), Franz Eugen Köhler, Köhler's Medizinal-Pflanzen
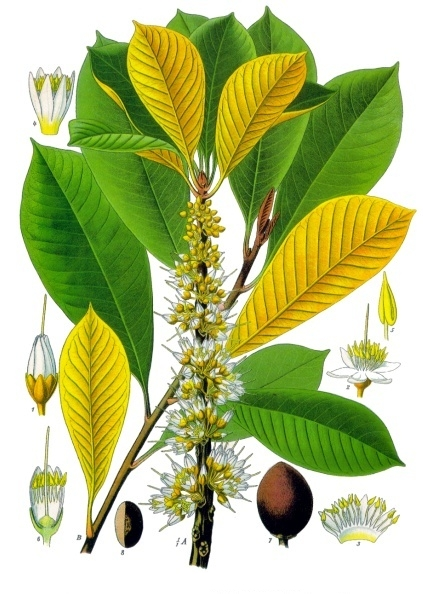
Palaquium treubii (1897), Franz Eugen Köhler, Köhler's Medizinal-Pflanzen
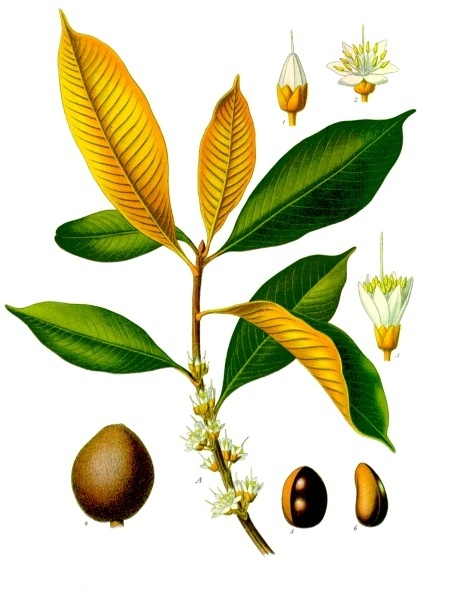
Palaquium oblongifolium (1897), Franz Eugen Köhler, Köhler's Medizinal-Pflanzen